# 威海衛占領軍 (日本軍)
威海衛占領軍（いかいえいせんりょうぐん）は、大日本帝国陸軍の軍の一つ。

## 沿革
日清戦争の講和条約（下関条約）締結に伴い、威海衛の保障占領を行うため、1895年（明治28年）4月に編成され、1898年（明治31年）5月に復員した。司令部は同年5月30日に帰着し、同月31日より東京市九段坂上偕行社で事務を開始。同年6月13日に解散した。同年8月22日、元威海衛占領軍司令部残務所は、その業務が完了し閉鎖した。

## 軍概要

### 司令部構成
- 司令官
  - 伊瀬知好成 少将：1895年11月29日 - 1896年5月20日
  - 西寛二郎 少将：1896年5月20日 -
  - 塩屋方圀 少将：1896年10月14日 - 1897年5月1日
  - 三好成行 少将：1897年5月1日 - 1898年6月12日
- 参謀長 岡崎生三 歩兵大佐：1895年11月29日 - 1898年6月12日

### 創設時隷下部隊
- 混成第11旅団：伊瀬知好成 少将
  - 歩兵第13連隊：師岡政宣 中佐
  - 歩兵第23連隊：岡村静彦 大佐
  - 騎兵第6大隊第2中隊
  - 工兵第6大隊第1中隊
  - 第6師団第2野戦病院

※1896年6月、混成第2旅団と交代。
- 混成第2旅団：西寛二郎 少将